# Enzyme d'alpha amidation
La peptidyl-glycine alpha-amidating monooxygenase (PAM) est une enzyme qui catalyse la conversion des amides de glycine en amides et en glyoxylate. Elle permet une modification post traductionelle d'alpha amidation de plus de 70% des protéines de l'organisme.
L'enzyme est impliquée dans la biosynthèse de nombreux peptides de signalisation et de certains amides d'acides gras.
Chez l'homme, l'enzyme est codée par le gène PAM,. Cette transformation est obtenue par conversion d'une prohormone en l'amide correspondant (C(O)NH2). Cette enzyme est la seule voie connue pour générer des amides peptidiques, ce qui rend le peptide plus hydrophile.

## Une fonction
Ce gène code une protéine multifonctionnelle. Il possède deux domaines enzymatiquement actifs avec des activités catalytiques - la peptidylglycine alpha-hydroxylating monooxygenase (PHM) et la peptidyl-alpha-hydroxyglycine alpha-amidating lyase (PAL). Ces domaines catalytiques agissent séquentiellement pour catalyser les peptides neuroendocriniens en produits alpha-amidés actifs. La voie de réaction catalysée par PAM est accessible via un tunnel quantique et une préorganisation du substrat. De multiples variants de transcription épissés alternativement codant différentes isoformes ont été décrits pour ce gène, mais certaines de leurs séquences complètes ne sont pas encore connues.
La sous-unité PHM effectue l'hydroxylation d'un résidu glycine O-terminal :
peptide-C(O)NHCH2CO2− + O2 + 2 [H] → peptide-C(O)NHCH(OH)CO2− + H2O
Impliquant l'hydroxylation d'un hydrocarbure par O2, ce procédé repose sur un cofacteur de cuivre. La dopamine bêta-hydroxylase, également une enzyme contenant du cuivre, effectue une transformation similaire.
La sous-unité PAL achève alors la conversion, en catalysant l'élimination de la glycine hydroxylée :
peptide-C(O)NHCH(OH)CO2− → peptide-C(O)NH2 + CH(O)CO2−
Le coproduit éliminé est le glyoxylate, noté ci-dessus CH(O)CO2− .

### Chez les insectes
Les PαAM d'insectes sont sensibles aux concentrations d'O2 et dépendent de Cu2+. Simpson et al 2015 ont découvert que les PαAM des insectes réagissent à l' hypoxie en régulant l'activité de plusieurs hormones peptidiques. Ils trouvent que PαAM est probablement une partie importante des réponses neuroendocrines à l'hypoxie.